# José Bermúdez de la Torre y Solier
Pedro Joseph Bermúdez de la Torre y Solier (Lima, 12 de diciembre de 1661 - 1746), abogado y escritor criollo que ocupó altos cargos en el Virreinato del Perú. Dos veces rector de la Universidad de San Marcos.

## Biografía
Al parecer único hijo de los limeños Diego Bermúdez de la Torre y de María Solier y Córdova, siendo bautizado en la Parroquia de los Huérfanos, vástago de una antigua y encumbrada familia de criollos. Su padre fue alcalde ordinario de Lima, asimismo Rector de la Universidad de San Marcos y caballero de Santiago. 
Estudió en el Colegio Real de San Martín y en la Real y Pontificia Universidad de San Marcos en Lima, doctorándose en Derecho Civil y Canónico, universidad en la que luego sería catedrático, decano y rector, varias veces en esta última función. Ejerció la abogacía, fue Consultor de la Santa Inquisición, heredó de su padre el cargo de Alguacil Mayor de la Real Audiencia de Lima, comprado por su progenitor en 1679.
Murió a los 85 años dejando como herencia el cargo de Alguacil Mayor de la Audiencia de Lima, 4000 pesos —saldo probable de la venta de una granja en el término del Callao (puerto de Lima)—, más de 1200 libros en su biblioteca y seis esclavos —según inventario del escribano Agüero, en 1747—.

## Obra literaria
La actividad intelectual de José Bermúdez de la Torre y Solier fue larga y fecunda. Además de sus labores académicas y legales, practicó la literatura, especialmente la poesía. De esta actividad queda constancia en las actas de la Academia literaria que se desarrolló en Palacio, donde el virrey Marqués de Castell dos Rius auspiciaba estos trabajos, así como en las veladas literarias de salones particulares como los del Conde de la Granja, del Marqués de Brenes, del señor de Valero o del Marqués de Villafuerte.
La literatura del Virreinato del Perú en los tiempos de Bermúdez de la Torre era naturalmente un reflejo de la que existía en España: culteranismo (Góngora) y conceptismo (Quevedo, Gracián) oscureciendo por igual la literatura barroca que se producía, con un fuerte influjo itálico y, desde el advenimiento de la casa de los Borbones, en el año de 1700, también con la influencia de textos literarios franceses.
Las personalidades literarias contemporáneas al autor fueron Pedro Peralta y Barnuevo —traductor del Catecismo de Claude Fleury y adaptador de la Rodoguna de Pierre Corneille— y Luis de Oviedo, el Conde de la Granja, todos los cuales acreditan su gusto por las letras francesas y son atentos lectores de autores como Boileau y Fenelon.
Esta aproximación a la cultura francesa, que inicialmente fue literaria, se extenderá durante el resto del siglo XVIII hacia sus contenidos filosóficos y sobre todo políticos, determinando la independencia de las colonias americanas de la corona de España.
La personalidad de José Bermúdez de la Torre y Solier es la de un intelectual muy bien enterado de todos los conocimientos existentes en su época: mitología clásica, geografía, astronomía, medicina y literatura. En su obra, tanto poética como en prosa, es un autor barroco, con una gran cultura libresca. Por otro lado, por sus orígenes familiares, fue no solo un católico ferviente que sirvía con convicción a la Santa Inquisición, sino también un sincero monárquico y fiel súbdito del rey de España.
Se conocen de este autor diecinueve obras impresas, dos manuscritas —una de ellas el hermoso poema Telémaco en la isla de Calipso— y otras nueva mencionadas por contemporáneos, actualmente perdidas.
Algunas de sus obras destacadas son sus poemas en la Funeral pompa y solemnidad en las exequias a la muerte de la catholica y serenissima reina madre D. Mariana de Austria, nuestra señora (1697); el cartel de certamen para recibir al virrey Castell dos Rius (1707); El sol en el zodíaco, recibimiento al virrey Carmíneo Nicolás Caracciolo Príncipe de Santo Buono (1717); Romance heroico…. por la muerte que el Príncipe de Asturias dio a un toro… (1728); Hércules aclamado de Minerva, cartel para el recibimiento del virrey Manso de Velasco (1745).

## Descendencia
Contrajo matrimonio en Lima, el 28 de julio de 1680, con la criolla Josefa Bartolina de Castilla y Luján, quien entonces tenía 13 años y que aportó como dote una encomienda de Huarochirí, con la que tuvo una hija: María Josefa Bermúdez de la Torre y Castilla (n. 1686), casada con Juan Pedro Sancho Dávila e Isásaga, con sucesión.
Al enviudar en 1687, contrae segundas nupcias en 1699 con Leonor Hernández de Olmedo, con la que tuvo varios hijos.
| Predecesor: Juan de Soto Cornejo      | Rector de la Universidad de San Marcos 1698 - 1700 | Sucesor: Bernardo de Zamudio y de las Infantas |
| Predecesor: Pedro de la Peña y Cívico | Rector de la Universidad de San Marcos 1722 - 1726 | Sucesor: Vicente Ortiz de Foronda              |